# Temporada da NFL de 2013
A Temporada de 2013 da NFL foi a 94ª temporada regular da National Football League, a principal liga profissional de futebol americano dos Estados Unidos. A temporada começou em uma quinta-feira, em 5 de setembro de 2013, com a participação do então campeão, o Baltimore Ravens. Ela foi encerrada no Super Bowl XLVIII, a grande final, no 2 de fevereiro de 2014, no MetLife Stadium, em East Rutherford, Nova Jérsei. O jogo, entre Seattle Seahawks e Denver Broncos foi vencido pela franquia de Seattle por 43 a 8.

## Estádios
Esta será a última temporada do San Francisco 49ers no Candlestick Park, já que o time irá se mudar para um novo estádio em Santa Clara em 2014. É previsto que o Candlestick Park seja implodido ao fim do ano.
Esta será a última temporada do Minnesota Vikings no estádio Hubert H. Humphrey Metrodome, já que o time pretende se mudar temporariamente para o TCF Bank Stadium (lar da Universidade de Minnesota) enquanto seu novo estádio definitivo está sendo construido e com expectativas de ser completado até 2016.
A licença do Oakland Raiders para jogar no O.co Coliseum expirou ao fim da temporada de 2013. Os Raiders era o único da NFL que ainda compartilha o seu estádio com um time da MLB, a liga de beisebol. Contudo, o time de Oakland recebeu diversas ofertas para receber um novo estádio, uma delas seria inclusive mover a franquia para a área de Los Angeles.
Antes da temporada começar, o Dallas Cowboys vendeu os direitos do nome do seu estádio, inaugurado em 2009, que agora passou a ser chamado AT&T Stadium.

## Classificação
V = Vitórias, D = Derrotas, E = Empates, PCT = porcentagem de vitórias, PF= Pontos feitos, PS = Pontos sofridos
Classificados para os playoffs estão marcados em verde
| AFC Leste            |    |    |   |       |     |     |
| Time                 | V  | D  | E | PCT   | PF  | PS  |
| New England Patriots | 12 | 4  | 0 | 75%   | 444 | 338 |
| New York Jets        | 8  | 8  | 0 | 50%   | 290 | 387 |
| Miami Dolphins       | 8  | 8  | 0 | 50%   | 317 | 335 |
| Buffalo Bills        | 6  | 10 | 0 | 37,5% | 339 | 388 |
| AFC Norte            |    |    |   |       |     |     |
| Time                 | V  | D  | E | PCT   | PF  | PS  |
| Cincinnati Bengals   | 11 | 5  | 0 | 68,8% | 430 | 305 |
| Pittsburgh Steelers  | 8  | 8  | 0 | 50%   | 379 | 370 |
| Baltimore Ravens     | 8  | 8  | 0 | 50%   | 320 | 352 |
| Cleveland Browns     | 4  | 12 | 0 | 25%   | 308 | 406 |
| AFC Sul              |    |    |   |       |     |     |
| Time                 | V  | D  | E | PCT   | PF  | PS  |
| Indianapolis Colts   | 11 | 5  | 0 | 68,8% | 391 | 336 |
| Tennessee Titans     | 7  | 9  | 0 | 43,8% | 362 | 381 |
| Jacksonville Jaguars | 4  | 12 | 0 | 25%   | 247 | 449 |
| Houston Texans       | 2  | 14 | 0 | 12,5% | 276 | 428 |
| AFC Oeste            |    |    |   |       |     |     |
| Time                 | V  | D  | E | PCT   | PF  | PS  |
| Denver Broncos       | 13 | 3  | 0 | 81,3% | 606 | 399 |
| Kansas City Chiefs   | 11 | 5  | 0 | 68,8% | 430 | 305 |
| San Diego Chargers   | 9  | 7  | 0 | 56,3% | 396 | 348 |
| Oakland Raiders      | 4  | 12 | 0 | 25%   | 322 | 453 |

| NFC Leste            |    |    |   |       |     |     |
| Time                 | V  | D  | E | PCT   | PF  | PS  |
| Philadelphia Eagles  | 10 | 6  | 0 | 62,5% | 442 | 382 |
| Dallas Cowboys       | 8  | 8  | 0 | 50%   | 439 | 432 |
| New York Giants      | 7  | 9  | 0 | 43,8% | 294 | 383 |
| Washington Redskins  | 3  | 13 | 0 | 18,8% | 334 | 478 |
| NFC Norte            |    |    |   |       |     |     |
| Time                 | V  | D  | E | PCT   | PF  | PS  |
| Green Bay Packers    | 8  | 7  | 1 | 53,1% | 417 | 428 |
| Chicago Bears        | 8  | 8  | 0 | 50%   | 445 | 478 |
| Detroit Lions        | 7  | 9  | 0 | 43,8% | 395 | 376 |
| Minnesota Vikings    | 5  | 10 | 1 | 34,4% | 391 | 480 |
| NFC Sul              |    |    |   |       |     |     |
| Time                 | V  | D  | E | PCT   | PF  | PS  |
| Carolina Panthers    | 12 | 4  | 0 | 75%   | 366 | 241 |
| New Orleans Saints   | 11 | 5  | 0 | 68,8% | 414 | 304 |
| Atlanta Falcons      | 4  | 12 | 0 | 25%   | 353 | 443 |
| Tampa Bay Buccaneers | 4  | 12 | 0 | 25%   | 288 | 389 |
| NFC Oeste            |    |    |   |       |     |     |
| Time                 | V  | D  | E | PCT   | PF  | PS  |
| Seattle Seahawks     | 13 | 3  | 0 | 81,3% | 417 | 231 |
| San Francisco 49ers  | 12 | 4  | 0 | 75%   | 406 | 272 |
| Arizona Cardinals    | 10 | 6  | 0 | 62,5% | 379 | 324 |
| St. Louis Rams       | 7  | 9  | 0 | 43,8% | 348 | 364 |

Desempates
- New York Jets terminou o ano com uma campanha melhor que Miami na AFC Leste por ter tido um melhor retrospecto dentro da divisão (3–3 contra 2–4, respectivamente).
- Cincinnati ficou com a terceira melhor campanha na AFC a frente de Indianapolis pois  venceu o confronto direto.
- Pittsburgh terminou o ano a frente de Baltimore na AFC Norte por ter tido um melhor retrospecto dentro da divisão (4–2 contra 3–3, respectivamente).
- Atlanta terminou o ano a frente de Tampa Bay na NFC Sul por ter tido um melhor retrospecto dentro da conferência (3–9 contra 2–10, respectivamente).

## Jogos da temporada regular
| Semana 1              |        |                      |        |                                     |
| Time visitante        | Pontos | Time da casa         | Pontos | Local do jogo                       |
| 5 de setembro de 2013 |        |                      |        |                                     |
| Baltimore Ravens      | 27     | Denver Broncos       | 49     | Sports Authority Field at Mile High |
| 8 de setembro de 2013 |        |                      |        |                                     |
| New England Patriots  | 23     | Buffalo Bills        | 21     | Ralph Wilson Stadium                |
| Cincinnati Bengals    | 21     | Chicago Bears        | 24     | Soldier Field                       |
| Miami Dolphins        | 23     | Cleveland Browns     | 10     | FirstEnergy Stadium                 |
| Atlanta Falcons       | 17     | New Orleans Saints   | 23     | Mercedes-Benz Superdome             |
| Tampa Bay Buccaneers  | 17     | New York Jets        | 18     | MetLife Stadium                     |
| Tennessee Titans      | 16     | Pittsburgh Steelers  | 9      | Heinz Field                         |
| Minnesota Vikings     | 24     | Detroit Lions        | 34     | Ford Field                          |
| Oakland Raiders       | 17     | Indianapolis Colts   | 21     | Lucas Oil Stadium                   |
| Seattle Seahawks      | 12     | Carolina Panthers    | 7      | Bank of America Stadium             |
| Kansas City Chiefs    | 28     | Jacksonville Jaguars | 2      | EverBank Field                      |
| Arizona Cardinals     | 24     | St. Louis Rams       | 27     | Edward Jones Dome                   |
| Green Bay Packers     | 28     | San Francisco 49ers  | 34     | Candlestick Park                    |
| New York Giants       | 31     | Dallas Cowboys       | 36     | AT&T Stadium                        |
| 9 de setembro de 2013 |        |                      |        |                                     |
| Philadelphia Eagles   | 33     | Washington Redskins  | 27     | FedEx Field                         |
| Houston Texans        | 31     | San Diego Chargers   | 28     | Qualcomm Stadium                    |

| Semana 2               |        |                      |        |                               |
| Time visitante         | Pontos | Time da casa         | Pontos | Local do jogo                 |
| 12 de setembro de 2013 |        |                      |        |                               |
| New York Jets          | 10     | New England Patriots | 13     | Gillette Stadium              |
| 15 de setembro de 2013 |        |                      |        |                               |
| St. Louis Rams         | 24     | Atlanta Falcons      | 31     | Georgia Dome                  |
| Carolina Panthers      | 23     | Buffalo Bills        | 24     | Ralph Wilson Stadium          |
| Minnesota Vikings      | 30     | Chicago Bears        | 31     | Soldier Field                 |
| Washington Redskins    | 20     | Green Bay Packers    | 38     | Lambeau Field                 |
| Miami Dolphins         | 24     | Indianapolis Colts   | 20     | Lucas Oil Stadium             |
| Dallas Cowboys         | 16     | Kansas City Chiefs   | 17     | Arrowhead Stadium             |
| Cleveland Browns       | 6      | Baltimore Ravens     | 14     | M&T Bank Stadium              |
| Tennessee Titans       | 24     | Houston Texans       | 30     | Reliant Stadium               |
| San Diego Chargers     | 33     | Philadelphia Eagles  | 30     | Lincoln Financial Field       |
| Detroit Lions          | 21     | Arizona Cardinals    | 25     | University of Phoenix Stadium |
| New Orleans Saints     | 16     | Tampa Bay Buccaneers | 14     | Raymond James Stadium         |
| Jacksonville Jaguars   | 9      | Oakland Raiders      | 19     | O.co Coliseum                 |
| Denver Broncos         | 41     | New York Giants      | 23     | MetLife Stadium               |
| San Francisco 49ers    | 3      | Seattle Seahawks     | 29     | CenturyLink Field             |
| 16 de setembro de 2013 |        |                      |        |                               |
| Pittsburgh Steelers    | 10     | Cincinnati Bengals   | 20     | Paul Brown Stadium            |

| Semana 3               |        |                      |        |                                     |
| Time visitante         | Pontos | Time da casa         | Pontos | Local do jogo                       |
| 19 de setembro de 2013 |        |                      |        |                                     |
| Kansas City Chiefs     | 26     | Philadelphia Eagles  | 16     | Lincoln Financial Field             |
| 22 de setembro de 2013 |        |                      |        |                                     |
| Houston Texans         | 9      | Baltimore Ravens     | 30     | M&T Bank Stadium                    |
| New York Giants        | 0      | Carolina Panthers    | 38     | Bank of America Stadium             |
| Green Bay Packers      | 30     | Cincinnati Bengals   | 34     | Paul Brown Stadium                  |
| St. Louis Rams         | 7      | Dallas Cowboys       | 31     | AT&T Stadium                        |
| Cleveland Browns       | 31     | Minnesota Vikings    | 27     | Hubert H. Humphrey Metrodome        |
| Tampa Bay Buccaneers   | 3      | New England Patriots | 23     | Gillette Stadium                    |
| Arizona Cardinals      | 7      | New Orleans Saints   | 31     | Mercedes-Benz Superdome             |
| San Diego Chargers     | 17     | Tennessee Titans     | 20     | LP Field                            |
| Detroit Lions          | 27     | Washington Redskins  | 20     | FedEx Field                         |
| Atlanta Falcons        | 23     | Miami Dolphins       | 27     | Sun Life Stadium                    |
| Buffalo Bills          | 20     | New York Jets        | 27     | MetLife Stadium                     |
| Jacksonville Jaguars   | 17     | Seattle Seahawks     | 45     | CenturyLink Field                   |
| Indianapolis Colts     | 27     | San Francisco 49ers  | 7      | Candlestick Park                    |
| Chicago Bears          | 40     | Pittsburgh Steelers  | 23     | Heinz Field                         |
| 23 de setembro de 2013 |        |                      |        |                                     |
| Oakland Raiders        | 21     | Denver Broncos       | 37     | Sports Authority Field at Mile High |

| Semana 4                       |        |                      |        |                                     |
| Time visitante                 | Pontos | Time da casa         | Pontos | Local do jogo                       |
| 26 de setembro de 2013         |        |                      |        |                                     |
| San Francisco 49ers            | 35     | St. Louis Rams       | 11     | Edward Jones Dome                   |
| 29 de setembro de 2013         |        |                      |        |                                     |
| Baltimore Ravens               | 20     | Buffalo Bills        | 23     | Ralph Wilson Stadium                |
| Cincinnati Bengals             | 6      | Cleveland Browns     | 17     | FirstEnergy Stadium                 |
| Chicago Bears                  | 32     | Detroit Lions        | 40     | Ford Field                          |
| New York Giants                | 7      | Kansas City Chiefs   | 23     | Arrowhead Stadium                   |
| Arizona Cardinals              | 13     | Tampa Bay Buccaneers | 10     | Raymond James Stadium               |
| Indianapolis Colts             | 37     | Jacksonville Jaguars | 3      | EverBank Field                      |
| Seattle Seahawks               | 23     | Houston Texans       | 20     | Reliant Stadium                     |
| Pittsburgh Steelers            | 27     | Minnesota Vikings    | 34     | Estádio de Wembley                  |
| New York Jets                  | 13     | Tennessee Titans     | 38     | LP Field                            |
| Washington Redskins            | 24     | Oakland Raiders      | 14     | O.co Coliseum                       |
| Philadelphia Eagles            | 20     | Denver Broncos       | 52     | Sports Authority Field at Mile High |
| Dallas Cowboys                 | 21     | San Diego Chargers   | 30     | Qualcomm Stadium                    |
| New England Patriots           | 30     | Atlanta Falcons      | 23     | Georgia Dome                        |
| 30 de setembro de 2013         |        |                      |        |                                     |
| Miami Dolphins                 | 17     | New Orleans Saints   | 38     | Mercedes-Benz Superdome             |
| Não jogaram: Panthers, Packers |        |                      |        |                                     |

| Semana 5                                             |        |                     |        |                               |
| Time visitante                                       | Pontos | Time da casa        | Pontos | Local do jogo                 |
| 3 de outubro de 2013                                 |        |                     |        |                               |
| Buffalo Bills                                        | 24     | Cleveland Browns    | 37     | FirstEnergy Stadium           |
| 6 de outubro de 2013                                 |        |                     |        |                               |
| New Orleans Saints                                   | 26     | Chicago Bears       | 18     | Soldier Field                 |
| New England Patriots                                 | 6      | Cincinnati Bengals  | 13     | Paul Brown Stadium            |
| Detroit Lions                                        | 9      | Green Bay Packers   | 22     | Lambeau Field                 |
| Seattle Seahawks                                     | 28     | Indianapolis Colts  | 34     | Lucas Oil Stadium             |
| Baltimore Ravens                                     | 26     | Miami Dolphins      | 23     | Sun Life Stadium              |
| Philadelphia Eagles                                  | 36     | New York Giants     | 21     | MetLife Stadium               |
| Jacksonville Jaguars                                 | 20     | St. Louis Rams      | 34     | Edward Jones Dome             |
| Kansas City Chiefs                                   | 26     | Tennessee Titans    | 17     | LP Field                      |
| Carolina Panthers                                    | 6      | Arizona Cardinals   | 22     | University of Phoenix Stadium |
| Denver Broncos                                       | 51     | Dallas Cowboys      | 48     | AT&T Stadium                  |
| Houston Texans                                       | 3      | San Francisco 49ers | 34     | Candlestick Park              |
| San Diego Chargers                                   | 17     | Oakland Raiders     | 27     | O.co Coliseum                 |
| 7 de outubro de 2013                                 |        |                     |        |                               |
| New York Jets                                        | 30     | Atlanta Falcons     | 28     | Georgia Dome                  |
| Não jogaram: Vikings, Steelers, Buccaneers, Redskins |        |                     |        |                               |

| Semana 6                       |        |                      |        |                                     |
| Time visitante                 | Pontos | Time da casa         | Pontos | Local do jogo                       |
| 10 de outubro de 2013          |        |                      |        |                                     |
| New York Giants                | 21     | Chicago Bears        | 27     | Soldier Field                       |
| 13 de outubro de 2013          |        |                      |        |                                     |
| Green Bay Packers              | 19     | Baltimore Ravens     | 17     | M&T Bank Stadium                    |
| Cincinnati Bengals             | 27     | Buffalo Bills        | 24     | Ralph Wilson Stadium                |
| Detroit Lions                  | 31     | Cleveland Browns     | 17     | FirstEnergy Stadium                 |
| St. Louis Rams                 | 38     | Houston Texans       | 13     | Reliant Stadium                     |
| Carolina Panthers              | 35     | Minnesota Vikings    | 10     | Hubert H. Humphrey Metrodome        |
| Oakland Raiders                | 7      | Kansas City Chiefs   | 24     | Arrowhead Stadium                   |
| Pittsburgh Steelers            | 19     | New York Jets        | 6      | MetLife Stadium                     |
| Philadelphia Eagles            | 31     | Tampa Bay Buccaneers | 20     | Raymond James Stadium               |
| Jacksonville Jaguars           | 19     | Denver Broncos       | 35     | Sports Authority Field at Mile High |
| Tennessee Titans               | 13     | Seattle Seahawks     | 20     | CenturyLink Field                   |
| New Orleans Saints             | 27     | New England Patriots | 30     | Gillette Stadium                    |
| Arizona Cardinals              | 20     | San Francisco 49ers  | 32     | Candlestick Park                    |
| Washington Redskins            | 16     | Dallas Cowboys       | 31     | AT&T Stadium                        |
| 14 de outubro de 2013          |        |                      |        |                                     |
| Indianapolis Colts             | 9      | San Diego Chargers   | 19     | Qualcomm Stadium                    |
| Não jogaram: Falcons, Dolphins |        |                      |        |                                     |

| Semana 7                     |        |                      |        |                               |
| Time visitante               | Pontos | Time da casa         | Pontos | Local do jogo                 |
| 17 de outubro de 2013        |        |                      |        |                               |
| Seattle Seahawks             | 34     | Arizona Cardinals    | 22     | University of Phoenix Stadium |
| 20 de outubro de 2013        |        |                      |        |                               |
| Tampa Bay Buccaneers         | 23     | Atlanta Falcons      | 31     | Georgia Dome                  |
| Chicago Bears                | 41     | Washington Redskins  | 45     | FedEx Field                   |
| Dallas Cowboys               | 17     | Philadelphia Eagles  | 3      | Lincoln Financial Field       |
| New England Patriots         | 27     | New York Jets        | 30     | MetLife Stadium               |
| Buffalo Bills                | 23     | Miami Dolphins       | 21     | Sun Life Stadium              |
| San Diego Chargers           | 24     | Jacksonville Jaguars | 6      | EverBank Field                |
| St. Louis Rams               | 15     | Carolina Panthers    | 30     | Bank of America Stadium       |
| Cincinnati Bengals           | 27     | Detroit Lions        | 24     | Ford Field                    |
| San Francisco 49ers          | 31     | Tennessee Titans     | 17     | LP Field                      |
| Houston Texans               | 16     | Kansas City Chiefs   | 17     | Arrowhead Stadium             |
| Baltimore Ravens             | 16     | Pittsburgh Steelers  | 19     | Heinz Field                   |
| Cleveland Browns             | 13     | Green Bay Packers    | 31     | Lambeau Field                 |
| Denver Broncos               | 33     | Indianapolis Colts   | 39     | Lucas Oil Stadium             |
| 21 de outubro de 2013        |        |                      |        |                               |
| Minnesota Vikings            | 7      | New York Giants      | 23     | MetLife Stadium               |
| Não jogaram: Saints, Raiders |        |                      |        |                               |

| Semana 8                                                    |        |                      |        |                                     |
| Time visitante                                              | Pontos | Time da casa         | Pontos | Local do jogo                       |
| 24 de outubro de 2013                                       |        |                      |        |                                     |
| Carolina Panthers                                           | 31     | Tampa Bay Buccaneers | 13     | Raymond James Stadium               |
| 27 de outubro de 2013                                       |        |                      |        |                                     |
| San Francisco 49ers                                         | 42     | Jacksonville Jaguars | 10     | EverBank Field                      |
| Cleveland Browns                                            | 17     | Kansas City Chiefs   | 23     | Arrowhead Stadium                   |
| Miami Dolphins                                              | 17     | New England Patriots | 27     | Gillette Stadium                    |
| Buffalo Bills                                               | 17     | New Orleans Saints   | 35     | Mercedes-Benz Superdome             |
| Dallas Cowboys                                              | 30     | Detroit Lions        | 31     | Ford Field                          |
| New York Giants                                             | 15     | Philadelphia Eagles  | 7      | Lincoln Financial Field             |
| Pittsburgh Steelers                                         | 18     | Oakland Raiders      | 21     | O.co Coliseum                       |
| New York Jets                                               | 9      | Cincinnati Bengals   | 49     | Paul Brown Stadium                  |
| Atlanta Falcons                                             | 13     | Arizona Cardinals    | 27     | University of Phoenix Stadium       |
| Washington Redskins                                         | 21     | Denver Broncos       | 45     | Sports Authority Field at Mile High |
| Green Bay Packers                                           | 44     | Minnesota Vikings    | 31     | Hubert H. Humphrey Metrodome        |
| 28 de outubro de 2013                                       |        |                      |        |                                     |
| Seattle Seahawks                                            | 14     | St. Louis Rams       | 9      | Edward Jones Dome                   |
| Não jogaram: Ravens, Bears, Texans, Colts, Chargers, Titans |        |                      |        |                                     |

| Semana 9                                                       |        |                      |        |                         |
| Time visitante                                                 | Pontos | Time da casa         | Pontos | Local do jogo           |
| 31 de outubro de 2013                                          |        |                      |        |                         |
| Carolina Panthers                                              | 31     | Tampa Bay Buccaneers | 13     | Raymond James Stadium   |
| 3 de novembro de 2013                                          |        |                      |        |                         |
| Atlanta Falcons                                                | 10     | Carolina Panthers    | 34     | Bank of America Stadium |
| Minnesota Vikings                                              | 23     | Dallas Cowboys       | 27     | AT&T Stadium            |
| New Orleans Saints                                             | 20     | New York Jets        | 26     | MetLife Stadium         |
| Tennessee Titans                                               | 28     | St. Louis Rams       | 21     | Edward Jones Dome       |
| Kansas City Chiefs                                             | 23     | Buffalo Bills        | 13     | Ralph Wilson Stadium    |
| San Diego Chargers                                             | 24     | Washington Redskins  | 30     | FedEx Field             |
| Philadelphia Eagles                                            | 49     | Oakland Raiders      | 20     | O.co Coliseum           |
| Tampa Bay Buccaneers                                           | 24     | Seattle Seahawks     | 27     | CenturyLink Field       |
| Baltimore Ravens                                               | 18     | Cleveland Browns     | 24     | FirstEnergy Stadium     |
| Pittsburgh Steelers                                            | 31     | New England Patriots | 55     | Gillette Stadium        |
| Indianapolis Colts                                             | 27     | Houston Texans       | 24     | Reliant Stadium         |
| 4 de novembro de 2013                                          |        |                      |        |                         |
| Chicago Bears                                                  | 27     | Green Bay Packers    | 20     | Lambeau Field           |
| Não jogaram: Cardinals, Broncos, Lions, Jaguars, Giants, 49ers |        |                      |        |                         |

| Semana 10                                   |        |                      |        |                               |
| Time visitante                              | Pontos | Time da casa         | Pontos | Local do jogo                 |
| 7 de novembro de 2013                       |        |                      |        |                               |
| Washington Redskins                         | 27     | Minnesota Vikings    | 34     | Hubert H. Humphrey Metrodome  |
| 10 de novembro de 2013                      |        |                      |        |                               |
| Philadelphia Eagles                         | 27     | Green Bay Packers    | 13     | Lambeau Field                 |
| Jacksonville Jaguars                        | 29     | Tennessee Titans     | 27     | LP Field                      |
| Buffalo Bills                               | 10     | Pittsburgh Steelers  | 23     | Heinz Field                   |
| Oakland Raiders                             | 20     | New York Giants      | 24     | MetLife Stadium               |
| St. Louis Rams                              | 38     | Indianapolis Colts   | 8      | Lucas Oil Stadium             |
| Seattle Seahawks                            | 33     | Atlanta Falcons      | 10     | Georgia Dome                  |
| Cincinnati Bengals                          | 17     | Baltimore Ravens     | 20     | M&T Bank Stadium              |
| Detroit Lions                               | 21     | Chicago Bears        | 19     | Soldier Field                 |
| Carolina Panthers                           | 10     | San Francisco 49ers  | 9      | Candlestick Park              |
| Houston Texans                              | 24     | Arizona Cardinals    | 27     | University of Phoenix Stadium |
| Denver Broncos                              | 28     | San Diego Chargers   | 20     | Qualcomm Stadium              |
| Dallas Cowboys                              | 17     | New Orleans Saints   | 49     | Mercedes-Benz Superdome       |
| 11 de novembro de 2013                      |        |                      |        |                               |
| Miami Dolphins                              | 19     | Tampa Bay Buccaneers | 22     | Lambeau Field                 |
| Não jogaram: Browns, Chiefs, Patriots, Jets |        |                      |        |                               |

| Semana 11                  |        |                      |        |                                     |
| Time visitante             | Pontos | Time da casa         | Pontos | Local do jogo                       |
| 14 de novembro de 2013     |        |                      |        |                                     |
| Indianapolis Colts         | 30     | Tennessee Titans     | 27     | LP Field                            |
| 17 de novembro de 2013     |        |                      |        |                                     |
| New York Jets              | 14     | Buffalo Bills        | 37     | Ralph Wilson Stadium                |
| Atlanta Falcons            | 28     | Tampa Bay Buccaneers | 41     | Raymond James Stadium               |
| Detroit Lions              | 27     | Pittsburgh Steelers  | 37     | Heinz Field                         |
| Washington Redskins        | 16     | Philadelphia Eagles  | 24     | Lincoln Financial Field             |
| Arizona Cardinals          | 27     | Jacksonville Jaguars | 14     | EverBank Field                      |
| Oakland Raiders            | 28     | Houston Texans       | 23     | Reliant Stadium                     |
| Baltimore Ravens           | 20     | Chicago Bears        | 23     | Soldier Field                       |
| Cleveland Browns           | 20     | Cincinnati Bengals   | 41     | Paul Brown Stadium                  |
| San Diego Chargers         | 16     | Miami Dolphins       | 20     | Sun Life Stadium                    |
| Green Bay Packers          | 13     | New York Giants      | 27     | MetLife Stadium                     |
| Minnesota Vikings          | 20     | Seattle Seahawks     | 41     | CenturyLink Field                   |
| San Francisco 49ers        | 20     | New Orleans Saints   | 23     | Mercedes-Benz Superdome             |
| Kansas City Chiefs         | 17     | Denver Broncos       | 27     | Sports Authority Field at Mile High |
| 18 de novembro de 2013     |        |                      |        |                                     |
| New England Patriots       | 20     | Carolina Panthers    | 24     | Bank of America Stadium             |
| Não jogaram: Cowboys, Rams |        |                      |        |                                     |

| Semana 12                                     |        |                      |        |                     |
| Time visitante                                | Pontos | Time da casa         | Pontos | Local do jogo       |
| 21 de novembro de 2013                        |        |                      |        |                     |
| New Orleans Saints                            | 17     | Atlanta Falcons      | 13     | Georgia Dome        |
| 24 de novembro de 2013                        |        |                      |        |                     |
| Tampa Bay Buccaneers                          | 24     | Detroit Lions        | 21     | Ford Field          |
| Minnesota Vikings                             | 26     | Green Bay Packers    | 26     | Lambeau Field       |
| Jacksonville Jaguars                          | 13     | Houston Texans       | 6      | Reliant Stadium     |
| San Diego Chargers                            | 41     | Kansas City Chiefs   | 38     | Arrowhead Stadium   |
| Carolina Panthers                             | 20     | Miami Dolphins       | 16     | Sun Life Stadium    |
| Pittsburgh Steelers                           | 27     | Cleveland Browns     | 11     | FirstEnergy Stadium |
| Chicago Bears                                 | 21     | St. Louis Rams       | 42     | Edward Jones Dome   |
| New York Jets                                 | 3      | Baltimore Ravens     | 19     | M&T Bank Stadium    |
| Tennessee Titans                              | 23     | Oakland Raiders      | 19     | O.co Coliseum       |
| Indianapolis Colts                            | 11     | Arizona Cardinals    | 40     | Lucas Oil Stadium   |
| Dallas Cowboys                                | 24     | New York Giants      | 21     | MetLife Stadium     |
| Denver Broncos                                | 31     | New England Patriots | 34     | Gillette Stadium    |
| 25 de novembro de 2013                        |        |                      |        |                     |
| San Francisco 49ers                           | 27     | Washington Redskins  | 6      | FedEx Field         |
| Não jogaram: Bills, Bengals, Eagles, Seahawks |        |                      |        |                     |

| Semana 13              |        |                     |        |                              |
| Time visitante         | Pontos | Time da casa        | Pontos | Local do jogo                |
| 28 de novembro de 2013 |        |                     |        |                              |
| Green Bay Packers      | 10     | Detroit Lions       | 40     | Ford Field                   |
| Oakland Raiders        | 24     | Dallas Cowboys      | 31     | Cowboys Stadium              |
| Pittsburgh Steelers    | 20     | Baltimore Ravens    | 22     | M&T Bank Stadium             |
| 1 de dezembro de 2013  |        |                     |        |                              |
| Tennessee Titans       | 14     | Indianapolis Colts  | 22     | Lucas Oil Stadium            |
| Jacksonville Jaguars   | 32     | Cleveland Browns    | 28     | FirstEnergy Stadium          |
| Tampa Bay Buccaneers   | 6      | Carolina Panthers   | 27     | Bank of America Stadium      |
| Chicago Bears          | 20     | Minnesota Vikings   | 23     | Hubert H. Humphrey Metrodome |
| New England Patriots   | 34     | Houston Texans      | 31     | Reliant Stadium              |
| Arizona Cardinals      | 21     | Philadelphia Eagles | 24     | Lincoln Financial Field      |
| Miami Dolphins         | 23     | New York Jets       | 3      | MetLife Stadium              |
| Atlanta Falcons        | 34     | Buffalo Bills       | 31     | Ralph Wilson Stadium         |
| St. Louis Rams         | 13     | San Francisco 49ers | 23     | Candlestick Park             |
| Cincinnati Bengals     | 17     | San Diego Chargers  | 10     | Qualcomm Stadium             |
| Denver Broncos         | 35     | Kansas City Chiefs  | 28     | Arrowhead Stadium            |
| New York Giants        | 24     | Washington Redskins | 17     | FedEx Field                  |
| 2 de dezembro de 2013  |        |                     |        |                              |
| New Orleans Saints     | 7      | Seattle Seahawks    | 34     | CenturyLink Field            |

| Semana 14             |        |                      |        |                                     |
| Time visitante        | Pontos | Time da casa         | Pontos | Local do jogo                       |
| 5 de dezembro de 2013 |        |                      |        |                                     |
| Houston Texans        | 20     | Jacksonville Jaguars | 27     | EverBank Field                      |
| 8 de dezembro de 2013 |        |                      |        |                                     |
| Indianapolis Colts    | 28     | Cincinnati Bengals   | 42     | Paul Brown Stadium                  |
| Cleveland Browns      | 26     | New England Patriots | 27     | Gillette Stadium                    |
| Oakland Raiders       | 27     | New York Jets        | 37     | MetLife Stadium                     |
| Kansas City Chiefs    | 45     | Washington Redskins  | 10     | FedEx Field                         |
| Minnesota Vikings     | 26     | Baltimore Ravens     | 29     | M&T Bank Stadium                    |
| Atlanta Falcons       | 21     | Green Bay Packers    | 22     | Lambeau Field                       |
| Buffalo Bills         | 6      | Tampa Bay Buccaneers | 27     | Raymond James Stadium               |
| Miami Dolphins        | 34     | Pittsburgh Steelers  | 28     | Heinz Field                         |
| Detroit Lions         | 20     | Philadelphia Eagles  | 34     | Lincoln Financial Field             |
| Tennessee Titans      | 28     | Denver Broncos       | 51     | Sports Authority Field at Mile High |
| St. Louis Rams        | 10     | Arizona Cardinals    | 30     | Raymond James Stadium               |
| Seattle Seahawks      | 17     | San Francisco 49ers  | 19     | Candlestick Park                    |
| New York Giants       | 14     | San Diego Chargers   | 37     | Qualcomm Stadium                    |
| Carolina Panthers     | 13     | New Orleans Saints   | 31     | Mercedes-Benz Superdome             |
| 9 de dezembro de 2013 |        |                      |        |                                     |
| Dallas Cowboys        | 28     | Chicago Bears        | 45     | Soldier Field                       |

| Semana 15              |        |                      |        |                              |
| Time visitante         | Pontos | Time da casa         | Pontos | Local do jogo                |
| 12 de dezembro de 2013 |        |                      |        |                              |
| San Diego Chargers     | 27     | Denver Broncos       | 20     | Lincoln Financial Field      |
| 15 de dezembro de 2013 |        |                      |        |                              |
| Washington Redskins    | 26     | Atlanta Falcons      | 27     | Georgia Dome                 |
| Chicago Bears          | 38     | Cleveland Browns     | 31     | FirstEnergy Stadium          |
| Houston Texans         | 3      | Indianapolis Colts   | 25     | Lucas Oil Stadium            |
| New England Patriots   | 20     | Miami Dolphins       | 24     | Sun Life Stadium             |
| Philadelphia Eagles    | 30     | Minnesota Vikings    | 48     | Hubert H. Humphrey Metrodome |
| Seattle Seahawks       | 23     | New York Giants      | 0      | MetLife Stadium              |
| San Francisco 49ers    | 33     | Tampa Bay Buccaneers | 14     | Raymond James Stadium        |
| Buffalo Bills          | 27     | Jacksonville Jaguars | 20     | EverBank Field               |
| Kansas City Chiefs     | 56     | Oakland Raiders      | 31     | O.co Coliseum                |
| New York Jets          | 20     | Carolina Panthers    | 30     | Bank of America Stadium      |
| Green Bay Packers      | 37     | Dallas Cowboys       | 36     | AT&T Stadium                 |
| Arizona Cardinals      | 37     | Tennessee Titans     | 34     | LP Field                     |
| New Orleans Saints     | 16     | St. Louis Rams       | 27     | Edward Jones Dome            |
| Cincinnati Bengals     | 20     | Pittsburgh Steelers  | 30     | Heinz Field                  |
| 16 de dezembro de 2013 |        |                      |        |                              |
| Baltimore Ravens       | 18     | Detroit Lions        | 16     | Ford Field                   |

| Semana 16              |        |                      |        |                         |
| Time visitante         | Pontos | Time da casa         | Pontos | Local do jogo           |
| 22 de dezembro de 2013 |        |                      |        |                         |
| Miami Dolphins         | 0      | Buffalo Bills        | 19     | Ralph Wilson Stadium    |
| New Orleans Saints     | 13     | Carolina Panthers    | 17     | Bank of America Stadium |
| Minnesota Vikings      | 14     | Cincinnati Bengals   | 42     | Paul Brown Stadium      |
| Denver Broncos         | 37     | Houston Texans       | 13     | Reliant Stadium         |
| Tennessee Titans       | 20     | Jacksonville Jaguars | 16     | EverBank Field          |
| Indianapolis Colts     | 23     | Kansas City Chiefs   | 7      | Arrowhead Stadium       |
| Dallas Cowboys         | 24     | Washington Redskins  | 23     | FedEx Field             |
| Cleveland Browns       | 13     | New York Jets        | 24     | MetLife Stadium         |
| Tampa Bay Buccaneers   | 13     | St. Louis Rams       | 23     | Edward Jones Dome       |
| Arizona Cardinals      | 17     | Seattle Seahawks     | 10     | CenturyLink Field       |
| New York Giants        | 23     | Detroit Lions        | 20     | Ford Field              |
| New England Patriots   | 41     | Baltimore Ravens     | 7      | M&T Bank Stadium        |
| Oakland Raiders        | 13     | San Diego Chargers   | 26     | Qualcomm Stadium        |
| Pittsburgh Steelers    | 38     | Green Bay Packers    | 31     | Lambeau Field           |
| Chicago Bears          | 11     | Philadelphia Eagles  | 54     | Lincoln Financial Field |
| 23 de dezembro de 2013 |        |                      |        |                         |
| Atlanta Falcons        | 24     | San Francisco 49ers  | 34     | Candlestick Park        |

| Semana 17              |        |                      |        |                               |
| Time visitante         | Pontos | Time da casa         | Pontos | Local do jogo                 |
| 29 de dezembro de 2013 |        |                      |        |                               |
| Cleveland Browns       | 7      | Pittsburgh Steelers  | 20     | Heinz Field                   |
| Washington Redskins    | 6      | New York Giants      | 20     | MetLife Stadium               |
| Baltimore Ravens       | 17     | Cincinnati Bengals   | 34     | Paul Brown Stadium            |
| Houston Texans         | 10     | Tennessee Titans     | 16     | LP Field                      |
| Jacksonville Jaguars   | 10     | Indianapolis Colts   | 30     | Lucas Oil Stadium             |
| New York Jets          | 20     | Miami Dolphins       | 7      | Sun Life Stadium              |
| Detroit Lions          | 13     | Minnesota Vikings    | 14     | Hubert H. Humphrey Metrodome  |
| Carolina Panthers      | 21     | Atlanta Falcons      | 20     | Georgia Dome                  |
| Tampa Bay Buccaneers   | 17     | New Orleans Saints   | 42     | Mercedes-Benz Superdome       |
| Buffalo Bills          | 20     | New England Patriots | 34     | Gillette Stadium              |
| St. Louis Rams         | 9      | Seattle Seahawks     | 27     | CenturyLink Field             |
| Green Bay Packers      | 33     | Chicago Bears        | 28     | Soldier Field                 |
| San Francisco 49ers    | 23     | Arizona Cardinals    | 20     | University of Phoenix Stadium |
| Denver Broncos         | 34     | Oakland Raiders      | 14     | O.co Coliseum                 |
| Kansas City Chiefs     | 24     | San Diego Chargers   | 27     | Qualcomm Stadium              |
| Philadelphia Eagles    | 24     | Dallas Cowboys       | 22     | AT&T Stadium                  |

## Pós-temporada
| Tabela dos Playoffs |                                                 |                                                |
| Posição             | AFC                                             | NFC                                            |
| 1                   | Denver Broncos (Vencedor da divisão West)       | Seattle Seahawks (Vencedor da divisão West)    |
| 2                   | New England Patriots (Vencedor da divisão East) | Carolina Panthers (Vencedor da divisão South)  |
| 3                   | Cincinnati Bengals (Vencedor da divisão North)  | Philadelphia Eagles (Vencedor da divisão East) |
| 4                   | Indianapolis Colts (Vencedor da divisão South)  | Green Bay Packers (Vencedor da divisão North)  |
| 5                   | Kansas City Chiefs                              | San Francisco 49ers                            |
| 6                   | San Diego Chargers                              | New Orleans Saints                             |

### Playoffs
|  |                                        |                                        |                                        |                   |                   |                                         |                                                     |                                         |                                   |                                   |                                   |                                                     |                                                     |                                                     |  |  |  |  |
|  | 5 de janeiro – Lambeau Field           | 5 de janeiro – Lambeau Field           | 5 de janeiro – Lambeau Field           |                   |                   | 12 de janeiro - Bank of America Stadium | 12 de janeiro - Bank of America Stadium             | 12 de janeiro - Bank of America Stadium |                                   |                                   |                                   |                                                     |                                                     |                                                     |  |  |  |  |
|  | 5 de janeiro – Lambeau Field           | 5 de janeiro – Lambeau Field           | 5 de janeiro – Lambeau Field           |                   |                   | 12 de janeiro - Bank of America Stadium | 12 de janeiro - Bank of America Stadium             | 12 de janeiro - Bank of America Stadium |                                   |                                   |                                   |                                                     |                                                     |                                                     |  |  |  |  |
|  | 5 de janeiro – Lambeau Field           | 5 de janeiro – Lambeau Field           | 5 de janeiro – Lambeau Field           |                   |                   | 12 de janeiro - Bank of America Stadium | 12 de janeiro - Bank of America Stadium             | 12 de janeiro - Bank of America Stadium |                                   |                                   |                                   |                                                     |                                                     |                                                     |  |  |  |  |
|  | 5 de janeiro – Lambeau Field           | 5 de janeiro – Lambeau Field           | 5 de janeiro – Lambeau Field           |                   |                   | 12 de janeiro - Bank of America Stadium | 12 de janeiro - Bank of America Stadium             | 12 de janeiro - Bank of America Stadium |                                   |                                   |                                   |                                                     |                                                     |                                                     |  |  |  |  |
|  | 5                                      | San Francisco                          | 23                                     |                   |                   | 12 de janeiro - Bank of America Stadium | 12 de janeiro - Bank of America Stadium             | 12 de janeiro - Bank of America Stadium |                                   |                                   |                                   |                                                     |                                                     |                                                     |  |  |  |  |
|  | 5                                      | San Francisco                          | 23                                     | 5                 | San Francisco     | 23                                      |                                                     |                                         |                                   |                                   |                                   |                                                     |                                                     |                                                     |  |  |  |  |
|  | 4                                      | Green Bay                              | 20                                     | 5                 | San Francisco     | 23                                      |                                                     |                                         | 19 de janeiro - CenturyLink Field | 19 de janeiro - CenturyLink Field | 19 de janeiro - CenturyLink Field |                                                     |                                                     |                                                     |  |  |  |  |
|  | 4                                      | Green Bay                              | 20                                     | 2                 | Carolina          | 10                                      |                                                     |                                         | 19 de janeiro - CenturyLink Field | 19 de janeiro - CenturyLink Field | 19 de janeiro - CenturyLink Field |                                                     |                                                     |                                                     |  |  |  |  |
|  |                                        |                                        |                                        | 2                 | Carolina          | 10                                      |                                                     |                                         | 19 de janeiro - CenturyLink Field | 19 de janeiro - CenturyLink Field | 19 de janeiro - CenturyLink Field |                                                     |                                                     |                                                     |  |  |  |  |
|  | NFC                                    |                                        |                                        |                   |                   |                                         |                                                     |                                         | 19 de janeiro - CenturyLink Field | 19 de janeiro - CenturyLink Field | 19 de janeiro - CenturyLink Field |                                                     |                                                     |                                                     |  |  |  |  |
|  | 4 de janeiro – Lincoln Financial Field | 4 de janeiro – Lincoln Financial Field | 4 de janeiro – Lincoln Financial Field | 5                 | San Francisco     | 17                                      |                                                     |                                         |                                   |                                   |                                   |                                                     |                                                     |                                                     |  |  |  |  |
|  | 4 de janeiro – Lincoln Financial Field | 4 de janeiro – Lincoln Financial Field | 4 de janeiro – Lincoln Financial Field | 5                 | San Francisco     | 17                                      | 11 de janeiro – CenturyLink Field                   |                                         |                                   |                                   |                                   |                                                     |                                                     |                                                     |  |  |  |  |
|  | 4 de janeiro – Lincoln Financial Field | 4 de janeiro – Lincoln Financial Field | 4 de janeiro – Lincoln Financial Field |                   | 1                 | Seattle                                 | 23                                                  |                                         |                                   |                                   |                                   |                                                     |                                                     |                                                     |  |  |  |  |
|  | 4 de janeiro – Lincoln Financial Field | 4 de janeiro – Lincoln Financial Field | 4 de janeiro – Lincoln Financial Field |                   | 1                 | Seattle                                 | 23                                                  |                                         |                                   |                                   |                                   |                                                     |                                                     |                                                     |  |  |  |  |
|  | 6                                      | New Orleans                            | 26                                     | Campeão da NFC    | Campeão da NFC    | Campeão da NFC                          |                                                     |                                         |                                   |                                   |                                   |                                                     |                                                     |                                                     |  |  |  |  |
|  | 6                                      | New Orleans                            | 26                                     | Campeão da NFC    | Campeão da NFC    | Campeão da NFC                          | 6                                                   | New Orleans                             | 15                                |                                   |                                   |                                                     |                                                     |                                                     |  |  |  |  |
|  | 3                                      | Philadelphia                           | 24                                     | Campeão da NFC    | Campeão da NFC    | Campeão da NFC                          | 6                                                   | New Orleans                             | 15                                |                                   |                                   | 2 de fevereiro – MetLife Stadium                    | 2 de fevereiro – MetLife Stadium                    | 2 de fevereiro – MetLife Stadium                    |  |  |  |  |
|  | 3                                      | Philadelphia                           | 24                                     | Campeão da NFC    | Campeão da NFC    | Campeão da NFC                          | 1                                                   | Seattle                                 | 23                                |                                   |                                   | 2 de fevereiro – MetLife Stadium                    | 2 de fevereiro – MetLife Stadium                    | 2 de fevereiro – MetLife Stadium                    |  |  |  |  |
|  | Playoffs de Wild Card                  |                                        |                                        |                   |                   |                                         | 1                                                   | Seattle                                 | 23                                |                                   |                                   | 2 de fevereiro – MetLife Stadium                    | 2 de fevereiro – MetLife Stadium                    | 2 de fevereiro – MetLife Stadium                    |  |  |  |  |
|  | Playoffs de Divisão                    |                                        |                                        |                   |                   |                                         |                                                     |                                         |                                   |                                   |                                   | 2 de fevereiro – MetLife Stadium                    | 2 de fevereiro – MetLife Stadium                    | 2 de fevereiro – MetLife Stadium                    |  |  |  |  |
|  | 4 de janeiro – Lucas Oil Stadium       | 4 de janeiro – Lucas Oil Stadium       | 4 de janeiro – Lucas Oil Stadium       | 1                 | Seattle           | 43                                      |                                                     |                                         |                                   |                                   |                                   |                                                     |                                                     |                                                     |  |  |  |  |
|  | 4 de janeiro – Lucas Oil Stadium       | 4 de janeiro – Lucas Oil Stadium       | 4 de janeiro – Lucas Oil Stadium       | 1                 | Seattle           | 43                                      | 11 de janeiro - Gillette Stadium                    |                                         |                                   |                                   |                                   |                                                     |                                                     |                                                     |  |  |  |  |
|  | 4 de janeiro – Lucas Oil Stadium       | 4 de janeiro – Lucas Oil Stadium       | 4 de janeiro – Lucas Oil Stadium       |                   | 1                 | Denver                                  | 8                                                   |                                         |                                   |                                   |                                   |                                                     |                                                     |                                                     |  |  |  |  |
|  | 4 de janeiro – Lucas Oil Stadium       | 4 de janeiro – Lucas Oil Stadium       | 4 de janeiro – Lucas Oil Stadium       |                   | 1                 | Denver                                  | 8                                                   |                                         |                                   |                                   |                                   |                                                     |                                                     |                                                     |  |  |  |  |
|  | 5                                      | Kansas City                            | 44                                     | Super Bowl XLVIII | Super Bowl XLVIII | Super Bowl XLVIII                       |                                                     |                                         |                                   |                                   |                                   |                                                     |                                                     |                                                     |  |  |  |  |
|  | 5                                      | Kansas City                            | 44                                     | Super Bowl XLVIII | Super Bowl XLVIII | Super Bowl XLVIII                       | 4                                                   | Indianapolis                            | 22                                |                                   |                                   |                                                     |                                                     |                                                     |  |  |  |  |
|  | 4                                      | Indianapolis                           | 45                                     | Super Bowl XLVIII | Super Bowl XLVIII | Super Bowl XLVIII                       | 4                                                   | Indianapolis                            | 22                                |                                   |                                   | 19 de janeiro - Sports Authority Field at Mile High | 19 de janeiro - Sports Authority Field at Mile High | 19 de janeiro - Sports Authority Field at Mile High |  |  |  |  |
|  | 4                                      | Indianapolis                           | 45                                     | Super Bowl XLVIII | Super Bowl XLVIII | Super Bowl XLVIII                       | 2                                                   | New England                             | 43                                |                                   |                                   | 19 de janeiro - Sports Authority Field at Mile High | 19 de janeiro - Sports Authority Field at Mile High | 19 de janeiro - Sports Authority Field at Mile High |  |  |  |  |
|  |                                        |                                        |                                        |                   |                   |                                         | 2                                                   | New England                             | 43                                |                                   |                                   | 19 de janeiro - Sports Authority Field at Mile High | 19 de janeiro - Sports Authority Field at Mile High | 19 de janeiro - Sports Authority Field at Mile High |  |  |  |  |
|  | AFC                                    |                                        |                                        |                   |                   |                                         |                                                     |                                         |                                   |                                   |                                   | 19 de janeiro - Sports Authority Field at Mile High | 19 de janeiro - Sports Authority Field at Mile High | 19 de janeiro - Sports Authority Field at Mile High |  |  |  |  |
|  | 5 de janeiro – Paul Brown Stadium      | 5 de janeiro – Paul Brown Stadium      | 5 de janeiro – Paul Brown Stadium      | 2                 | New England       | 16                                      |                                                     |                                         |                                   |                                   |                                   |                                                     |                                                     |                                                     |  |  |  |  |
|  | 5 de janeiro – Paul Brown Stadium      | 5 de janeiro – Paul Brown Stadium      | 5 de janeiro – Paul Brown Stadium      | 2                 | New England       | 16                                      | 12 de janeiro - Sports Authority Field at Mile High |                                         |                                   |                                   |                                   |                                                     |                                                     |                                                     |  |  |  |  |
|  | 5 de janeiro – Paul Brown Stadium      | 5 de janeiro – Paul Brown Stadium      | 5 de janeiro – Paul Brown Stadium      |                   | 1                 | Denver                                  | 26                                                  |                                         |                                   |                                   |                                   |                                                     |                                                     |                                                     |  |  |  |  |
|  | 5 de janeiro – Paul Brown Stadium      | 5 de janeiro – Paul Brown Stadium      | 5 de janeiro – Paul Brown Stadium      |                   | 1                 | Denver                                  | 26                                                  |                                         |                                   |                                   |                                   |                                                     |                                                     |                                                     |  |  |  |  |
|  | 6                                      | San Diego                              | 27                                     | Campeão da AFC    | Campeão da AFC    | Campeão da AFC                          |                                                     |                                         |                                   |                                   |                                   |                                                     |                                                     |                                                     |  |  |  |  |
|  | 6                                      | San Diego                              | 27                                     | Campeão da AFC    | Campeão da AFC    | Campeão da AFC                          | 6                                                   | San Diego                               | 17                                |                                   |                                   |                                                     |                                                     |                                                     |  |  |  |  |
|  | 3                                      | Cincinnati                             | 10                                     | Campeão da AFC    | Campeão da AFC    | Campeão da AFC                          | 6                                                   | San Diego                               | 17                                |                                   |                                   |                                                     |                                                     |                                                     |  |  |  |  |
|  | 3                                      | Cincinnati                             | 10                                     | Campeão da AFC    | Campeão da AFC    | Campeão da AFC                          | 1                                                   | Denver                                  | 24                                |                                   |                                   |                                                     |                                                     |                                                     |  |  |  |  |
|  |                                        |                                        |                                        |                   |                   |                                         | 1                                                   | Denver                                  | 24                                |                                   |                                   |                                                     |                                                     |                                                     |  |  |  |  |

## Recordes

### Semana 1
- Em 5 de setembro, Peyton Manning, do Denver Broncos, empatou o recorde da NFL com 7 passes para touchdown em um jogo de abertura.[9]
  - Também empatou o recorde de maior quantidade de passes para touchdown (sendo 7) em um jogo, empatando com outros cinco quarterbacks;
  - Também empatou o recorde com 3 jogos com seis ou mais TDs;
  - Também empatou o recorde de Drew Brees com 4 jogos lançando com cinco ou mais TDs;
  - Também empatou o recorde de Brett Favre com 23 jogos lançando com quatro ou mais TDs;
- Na semana 1 teve a maior quantidade de passes para TD (63) do que qualquer semana na história da liga. O recorde anterior era de 58.[10]
- Na semana 1 também teve o recorde de maior quantidade de jardas aéreas lançadas em uma única semana na história da NFL. Os quarterbacks lançaram para 8 143 jardas. O recorde anterior era de 7 946 jardas na semana 2 de 2011.[10]
- Na primeira semana da liga, ocorreram quatro safetys, o que marcou um recorde de maior quantidade de marcações deste tipo na semana de abertura da NFL.[11]

### Semana 2
- Em 15 de setembro, Aaron Rodgers do Green Bay Packers, Michael Vick do Philadelphia Eagles e Philip Rivers do San Diego Chargers lançaram para mais de 400 jardas sem lançar uma única interceptação. Esta foi a primeira vez que pelo menos três quarterbacks alcançaram esta marca numa mesma semana.[12]
- Na semana 2, Peyton Manning, do Denver Broncos, se tornou o terceiro quarterback na história da NFL a somar mais de 60 000 jardas na carreira.[13]
- De acordo com dados liberados pela NFL, foram acumuladas mais de 16 355 jardas aéreas lançadas até a semana 2. Esta foi a maior quantidade de jardas lançadas nas primeiras duas semanas na história da liga.[14]
- Nas primeiras duas semanas da temporada, houve 23 performances de jogadores com mais de 300 jardas aéreas, que empatou um recorde da NFL, além de também terem sido lançados 111 touchdowns, que foi um novo recorde.[15]

### Semana 3
- LeSean McCoy, do Philadelphia Eagles, marcou um touchdown terrestre de 41 jardas em 19 de setembro para dar a vitória ao seu time. Com isso, ele se tornou o primeiro jogador na história da liga a ter pelo menos cinco TDs terrestres de mais de 40 ou mais jardas no último período na carreira.[16]
- Peyton Manning quebrou o recorde da NFL com mais passes para touchdown nas primeiras três semanas de temporada, com 12.[17]
- Depois de três semanas, a média de jardas ofensivas por jogo era de 263,4, sendo que na semana anterior tinha sido de 271,9.[15]
- A defesa dos Redskins permitiram 1 464 jardas ao ataque adversário nos primeiros três jogos, a maior marca na história da liga.[18]
- Os Jets oficialmente cometeram 20 penalidades para 168 jardas na vitória sobre o Buffalo Bills por 27 a 20. Esta foi a primeira vez desde 1951 que um time da NFL conseguiu vencer apesar de ter cometido 20 ou mais faltas.[19]

### Semana 4
- Placekicker Blair Walsh, do Minnesota Vikings, estabeleceu um novo recorde da NFL com 12 field goals de 50 ou mais jardas acertados de forma consecutiva.[20][21]
- Em 29 de setembro, Peyton Manning, do Denver Broncos, se tornou o segundo quarterback na história da liga a quebrar a marca de 450 touchdowns na carreira.
- Em 29 de setembro, Peyton quebrou outro recorde ao chegar a marca de 24 jogos com pelo menos 4 passes para touchdowns, sendo que o recorde anterior, de 23, pertencia a Brett Favre.[22]
- Matthew Stafford, quarterback do Detroit Lions, quebrou dois recordes da NFL no primeiro tempo do jogo contra o Chicago Bears. Stafford se tornou o primeiro jogador de sua posição na história da liga a ter mais de 1 200 passes em seus primeiros 50 jogos na carreira. Ele também quebrou o recorde de Kurt Warner  de maior quantidade de jardas lançadas nos primeiros 50 jogos da carreira, com 13 976.[23]

### Semana 5
- Peyton Manning, dos Broncos, lançou 20 passes para touchdown antes de sofrer sua primeira interceptação na temporada, estabelecendo um novo recorde na NFL. O recorde anterior era de 16 passes para TD sem uma interceptação estabelecido por Milt Plum, do Cleveland Browns, em 1960.[24][25] Esses 20 passes para touchdown de Peyton em apenas 5 jogos também foi um recorde.[26] Além disso, com as 414 jardas dele na semana cinco, ele passou Dan Marino como segundo lugar no número de mais jardas na carreira.[26]
- Tony Romo, quarterback dos Cowboys, se tornou o décimo quinto jogador a passar das 500 jardas em um jogo. Romo, ao conquistar tal número e ainda lançar pelo menos cinco passes para touchdown, se juntou a Y. A. Tittle, Norm Van Brocklin, Matthew Stafford e Matt Schaub, que também conseguiram tal feito.[27][26]
- Drew Brees, dos Saints, completou 29 de 35 no jogo da semana e estendeu o seu próprio recorde de onze jogos seguidos com 25 ou mais passes completados.[28]
- Jimmy Graham, dos Saints, empatou o recorde da liga para um tight end ao ter quatro jogos seguidos com 100 ou mais jardas recebidas.[29] Graham é o segundo jogador (junto com Tony Gonzalez) a ter este recorde.[26]
- Matt Schaub, dos Texans, quebrou um recorde da NFL com três jogos seguidos (anteriormente de John Elway e Peyton Manning) lançando pelo menos uma interceptação que foi retornada para touchdown pelo adversário.[30]
- Charles Woodson, dos Raiders, marcou o seu décimo terceiro touchdown defensivo da carreira, empatando o recorde da NFL de Darren Sharper e Rod Woodson.[31]
- Matthew Stafford, quarterback do Detroit Lions, estabeleceu um novo recorde da liga de maior quantidade de jardas aéreas conquistadas nos primeiros 50 jogos da carreira. Stafford lançou para 14 331 jardas no período, quebrando o recorde de 13 864 jardas do QB Kurt Warner em 50 partidas.[25]

### Semana 6
- O Denver Broncos e o Kansas City Chiefs terminaram a sexta semana da liga com seis vitórias em seis jogos. Desde 1933, duas equipes da mesma divisão não começam a temporada com seis vitórias. Ambos os times são da AFC West. Em 1934, o Chicago Bears e o Detroit Lions começaram a temporada vencendo seus primeiros dez jogos.[32]
- O linebacker novato Alec Ogletree, do St. Louis Rams, retornou uma interceptação lançada por T. J. Yates para um touchdown de 98 jardas. Isto empata o recorde de interceptação retornada para TD mais longa feita por um linebacker em temporada e estabelece um novo recorde para um calouro.[32]
- O wide receiver Reggie Wayne, do Indianapolis Colts, fez cinco recepções na semana seis e entrou para o grupo de jogadores que somam 1 000 recepções na carreira. Os Colts se tornaram a primeira franquia a ter dois jogadores com mais de 1 000 recepções — Wayne e Marvin Harrison. Reggie é o terceiro jogador a alcançar esta marca mais rapidamente, em seu 195º jogo. Apenas Harrison e Jerry Rice chegaram a marca das 1 000 recepções mais rapidamente.[33]

### Semana 7
- Geno Smith, quarterback novato do New York Jets, liderou uma virada na prorrogação contra o New England Patriots, se tornando o primeiro QB desde 1970 a ter quatro viradas no último período ou prorrogação em seus primeiros sete jogos.[34]
- Tony Romo, dos Cowboys, fez seu 100º jogo como titular. As 27 485 jardas que ele acumulou até então foi um recorde para um jogador em seus primeiros 100 jogos como titular na história da liga.[34]
- O retornador de chutes Devin Hester, dos Bears, retornou seu 13º punt para touchdown e se tornou o jogador que mais retornou chutes para TD na história.[34]
- O running back Jamaal Charles, do Kansas City Chiefs, se tornou o segundo jogador na história da liga (junto com O. J. Simpson em 1975) a ter mais de 100 jardas de scrimmage, marcando um touchdown, em cada um dos primeiros sete jogos de uma temporada.[34]
- Os Chiefs se tornaram o primeiro time na história da NFl a começar uma temporada vencendo seus primeiros sete jogos, após ter sido o time de pior campanha na temporada anterior.[35]
- Alex Smith se juntou a Dieter Brock, jogador dos Rams de 1985, como os únicos quarterbacks a vencer os primeiros sete jogos de uma temporada com um novo time desde 1970.[35]

### Semana 8
- Larry Fitzgerald, recebedor do Arizona Cardinals, se tornou o jogador mais jovem da história (30 anos e 57 dias) a alcançar a marca de 800 recepções na carreira.[36]
- Calvin Johnson, recebedor do Detroit Lions, empatou o recorde da NFL com cinco jogos com pelo menos 200 jardas de recepção. Na semana 8, o jogador fez 14 recepções para 329 jardas, a segunda melhor marca da história sendo oito a menos do recorde.[37]
- Cordarelle Patterson, retornador de chutes do Minnesota Vikings, empatou o recorde da liga com o retorno mais longo da história (109 jardas).[38]
- Alex Smith, do Kansas City Chiefs, se tornou o primeiro quarterback a vencer os primeiros oito jogos de uma temporada com um novo time, quebrando a marca anterior de Dieter Brock do Los Angeles Rams de 1985.[39]
- Os Chiefs de 2013, nesta altura do campeonato, venceram todos os oito jogos que disputaram, se tornaram o primeiro time na história da liga com oito vitórias e nenhuma derrota depois de ter tido a pior campanha da liga no ano anterior. Eles também se tornaram o primeiro time da NFL a vencer os primeiros oito jogos de uma temporada com um novo quarterback e um novo treinador.[40]
- Terrelle Pryor, jogador de Oakland, quebrou o recorde da NFL para um quarterback ao correr para um touchdown de 93 jardas em um jogo contra Pittsburgh.[41]
- Nessa semana, Drew Brees, do New Orleans Saints, lançou para 332 jardas e 5 TDs numa vitória por 35 a 17 sobre o Buffalo Bills. Este foi o oitavo jogo de sua carreira com pelo menos 5 passes para touchdown, empatando o recorde da NFL.[42]
- Em Denver, Peyton Manning lançou para 354 jardas e 4 touchdowns na vitória dos Broncos sobre o Washington Redskins por 45 a 21. Com as 2 919 jardas aéreas que acumulou em oito semanas, Manning se tornou o quarterback com mais jardas lançadas nos primeiros oito jogos de uma temporada na história. Ele também liderou o Denver a fazer 343 pontos, a maior marca na história da liga em pontos acumulados em oito jogos.[42]

### Semana 9
- A vitória na prorrogação do Miami Dolphins por 22 a 20 sobre o Cincinnati Bengals foi apenas a terceira vez na história da NFL em que uma partida terminou com a pontuação de um safety para terminar um jogo.[43]
- Nick Foles, do Philadelphia Eagles, empatou o recorde da liga com maior quantidade de passes para touchdown em um único jogo (com 7) em uma partida contra o Oakland Raiders. Ele foi o primeiro atleta a conquistar este feito com um rating perfeito de 158,3.[44]

### Semana 10
- Peyton Manning, com sua vitória sobre o San Diego, se tornou o quarterback com a maior quantidade de vitórias jogando fora de casa (74) por um jogador de sua posição.[45] O recorde anterior pertencia a Brett Favre. Favre tem, na sua carreira jogando fora de seu estádio, 73 vitórias e 76 derrotas, enquanto Manning, até aquele momento, tinha 74 vitórias e 42 derrotas.[46]
- O New Orleans Saints quebrou o recorde da NFL de maior quantidade de first downs conquistados em uma única partida, ao conseguir 40 contra o Dallas Cowboys.[47]
- O recebedor e retornador do St. Louis Rams, Tavon Austin, conseguiu nesta semana um retorno de punt de 98 jarda para touchdown e ainda marcou mais dois TDs, um de 57 jardas e outro de 81 jardas, recebendo a bola. Com este feito, ele se tornou o único jogador na história a ter um retorno de punt de pelo menos 95 jardas e mais de 55 jardas em uma recepção para touchdown em um único jogo. Ele também se juntou a Gale Sayers e a Randy Moss como os únicos jogadores a ter três TDs de pelo menos 50 jardas em um único jogo, tendo apenas 22 anos ou menos. Ele ainda se juntou a Steve Smith, jogador da década de 1970, como os únicos jogadores a acumular 140 ou mais jardas recebendo a bola e ainda ter 140 ou mais jardas em retornos em uma única partida.[48]

### Semana 11
- O passe para touchdown de Peyton Manning para Julius Thomas no primeiro quarto do jogo contra o Kansas City estabeleceu um novo recorde na liga de maior quantidade de passes para TD (34) por um jogador de 37 ou mais anos de idade. O recorde anterior pertencia a Warren Moon, em 1995, e a Brett Favre, em 2009.[49]
- Mike Glennon, do Tampa Bay Buccaneers, completou 20 de 23 passes na vitória dos Bucs por 41 a 28 sobre os Falcons, com 87% de aproveitamento. Esta foi o melhor percentual de acerto de passes para um novato na história da NFL, com um mínimo de 15 passes completados. A marca anterior, de 84%, pertencia a Charlie Batch do Detroit Lions, que ele conseguiu em uma partida contra o Green Bay Packers em 1998 (16 de 19 passes na ocasião).[49]
- O New York Jets estabeleceu uma nova marca na NFL alternando entre vitória e derrota nos 10 primeiros jogos de uma temporada (5-5).[50]
- London Fletcher, linebacker de Washington, participou de seu 250º jogo seguido na carreira, se tornando apenas o quarto jogador na história da NFL a conseguir tal feito. Este também foi seu 209º jogo consecutivo como titular, quebrando o antigo recorde de Derrick Brooks, ex-Tampa Bay, de maior sequência de jogos seguidos como titular por um linebacker na NFL.[50]
- Os times da NFL tinham somado 7 581 pontos em 2013, a maior quantidade de pontos já feitos até a semana 11. O antigo recorde era de 7 368, conseguido na temporada anterior.[51]
- Nesta rodada, Tom Brady, do NE Patriots, se tornou o sexto jogador na história da liga a acumular 4 000 passes completados na carreira.[51]

### Semana 12
- Calvin Johnson, do Detroit Lions, conseguiu 7 recepções para 115 jardas no jogo desta semana. As 861 jardas que Johnson conseguiu nos últimos cinco jogos se tornou um recorde na liga, quebrando a marca anterior de 822 jardas de Charley Hennigan, que havia perdurado por 52 anos.[52]
- Tom Brady, dos Patriots, tem um retrospecto de 33 vitórias e 8 derrotas (80,5%) em partidas após ter perdido o jogo anterior. Este é o melhor percentual desta marca na história da liga.[52]
- Larry Fitzgerald, do Arizona Cardinals, se tornou o jogador mais jovem na história da NFL a alcançar a marca de 11 000 jardas de recepção na carreira. Ele tinha apenas 30 anos e 85 dias. Randy Moss, que detinha o recorde anterior, tinha 30 anos e 222 dias quando estabeleceu a antiga melhor marca.[53]
- Tavon Austin fez um touchdown de 65 jardas contra o Chicago Bears. Isto, combinado com sua performance na semana anterior, fez deste jogador o primeiro na história da liga a anotar um touchdown de 95 jardas retornando um punt, um de 80 jardas de recepção e um de 65 jardas correndo, tudo numa mesma temporada.[54]
- O linebacker Robert Mathis, dos Colts, conseguiu seu 40º strip/sack em um jogo contra os Cardinals. Isto estabeleceu um novo recorde, quebrando a marca anterior que pertencia a Jason Taylor.[55]
- O quarterback Nick Foles conseguiu um rating de 152,8 no mês de novembro, a melhor marca na história da NFL em qualquer mês (mínimo de 50 passes tentados).[56]

### Semana 13
- Josh Gordon estabeleceu um recorde da franquia com 261 jardas (em 10 recepções e ainda fez 2 touchdowns) na derrota para o Jacksonville Jaguars. Gordon também se tornou o primeiro jogador na história da NFL a conseguir 200 jardas ou mais recebidas em dois jogos seguidos.[57]
- Alshon Jeffery, do Chicago Bears, fez 12 recepções e 249 jardas e dois touchdowns nesta semana. Isto, junto com o desempenho de Josh Gordon, foi a única vez na história da liga que dois jogadores conseguiram, no mesmo dia, pelo menos 10 recepções, 200 jardas e 2 TDs.[58]
- Com as 211 jardas conseguidas contra o Chicago Bears, Adrian Peterson, dos Vikings, chegou a marca de 10 000 jardas da carreira. Ele se tornou o terceiro jogador mais rápido na história da NFL a alcançar tal marca. Peterson fez isso com 101 jardas. Eric Dickerson (91 jogos) e Jim Brown (98 jardas) chegaram a marca mais rápido.[58]
- Jamaal Charles, do Kansas City Chiefs, conseguiu 1 000 corridas em sua carreira na NFL e suas 5 523 jardas é a melhor marca para um jogador com 1 000 carregadas. Charles quebrou o recorde do jogador Jim Brown que perdurava desde 1961.[57]
- Stephen Gostkowski, do New England Patriots, chutou dois field goals de 53 jardas no quarto período nesta semana, incluindo o chute vencedor, dando aos Patriots a vitória sobre o Houston Texans. Gostkowski se tornou o primeiro jogador na história da NFL a chutar um field goal (de mais de 50 jardas) para empate e outro para vitória no quarto período.[57]
- O segundo passe para touchdown de Tom Brady no domingo desta rodada foi o 353º de sua carreira, todos com os Patriots no comando do treinador Bill Belichick. Isto quebrou o recorde da NFL de maior quantidade de passes para TD lançados por um quarterback com um único treinador; Dan Marino lançou para 352 TDs sob Don Shula.[57]
- Peyton Manning quebrou o recorde do Denver Broncos em um jogo contra o Kansas City Chiefs com seus 41 passes para touchdown em uma única temporada, a maior quantidade da história do time. Isto quebrou a melhor marca da franquia, que também era dele, com 37 TDs na temporada anterior.[59] Também, com a performance na semana 12, Manning passou Brett Favre com a maior quantidade de passes para TD lançados no mês de dezembro com seus 117 touchdowns.[58]
- Adam Vinatieri, do Indianapolis Colts, chutou cinco field goals (de 47, 48, 45, 37, 49 jardas) contra o Tennessee Titans em um único jogo. Com isso, Vinatieri conseguiu: se juntar a Morten Andersen como os únicos jogadores na história da NFL a ter 800 pontos por dois times diferentes. Empatou com Jason Elam como os únicos jogadores a ter 16 temporadas com 100 pontos. Também empatou, com nove jogadores, o recorde da NFL ao ter pelo menos quatro field goals de 40–49 jarda em um único jogo.[60]
- Andre Johnson, do Houston Texans, conseguiu sua receção de número 900 na carreira, em apenas 150 jogos disputados. Esta é a segunda melhor marca da história, atrás apenas de Marvin Harrison que o fez em 149 jogos.[58]
- Os times da NFL combinaram para 8 929 pontos nesta rodada, a maior quantidade de pontos somados até a semana 13 na história da NFL, superando o recorde anterior que fora conseguido na temporada de 2012.[61]

### Semana 14
- Com 154 jardas somadas em um jogo contra o Jacksonville Jaguars, Andre Johnson teve seu 10º jogo da carreira com 10 ou mais recepções com 150 ou mais jardas. Ele empatou o recorde de Jerry Rice como os únicos jogadores que tem essa marca.[62]
- Com a derrota sofrida para os Jaguars, o Houston Texans quebrouo o recorde da NFL com sete jogos perdidos seguidos sendo decididos por 7 ou menos pontos.[62]
- Matt Prater, dos Broncos, acertou um field goal de 64 jardas estabelecendo um novo recorde da NFL. A marca anterior (de 63 jardas) era detida por quatro jogadores diferentes (Tom Dempsey, Jason Elam, Sebastian Janikowski e David Akers).[63]
- O Denver Broncos se tornou o primeiro time na história da liga a ter pelo menos quatro jogadores (Knowshon Moreno, Demaryius Thomas, Julius Thomas e Wes Welker) com 10 touchdowns cada feitos em uma única temporada.[63]
- Josh Gordon, jogador dos Browns, quebrou a melhor marca da NFL com 774 jardas em quatro jogos. O recorde anterior pertencia a Calvin Johnson (746 jardas).[63]
- Drew Brees conseguiu 313 jardas na vitória sobre o Carolina Panthers, passando das 50 000 jardas na carreira. Ele é um dos cinco jogadores a ter 50 mil jardas a acumuladas, mas Brees conseguiu essa marca em menos jogos (183). Os outos jogadores a conseguir esta marca são Peyton Manning (191 jogos), Dan Marino (193 jogos), Brett Favre (211 jogos) e John Elway (229 jogos).[64]
- Com quatro passes para touchdown, Peyton Manning quebrou o recorde da NFL com maior quantidade de jogos com 4 ou mais passes para TD em um único ano, com sete. Ele também quebrou a marca estabelecida por Dan Marino em 1984 e empatou a marca de 2004 feita por ele mesmo.[64]
- O Philadelphia Eagles se tornou o primeiro time na história da liga ao anotar três TDs corridos de 30 ou mais jardas em um único quarto de um jogo de temporada regular ou playoffs. LeSean McCoy fez touchdowns de 57 e 40 jardas e Chris Polk conseguiu um de 38 jardas.[64]

### Semana 15
- Justin Tucker se tornou o primeiro jogador da história da NFL a marcar pelo menos quinze field goals sem errar nenhuma tentativa em quatro jogos consecutivos, em uma mesma temporada.[65]
- Baltimore Ravens contra Detroit Lions se tornou o primeiro jogo desde o ano 2000 e o oitavo em toda a história, onde uma equipe que marcou pelo menos dois touchdowns perdeu para uma equipe que não marcou nenhum.[65]
- Os Browns, Eagles, Titans, Raiders e os Cowboys marcaram 30 pontos nesta semana e nenhum destes times venceu. Esta foi a primeira vez na história da NFL que cinco (ou mais) times marcaram 30 ou mais pontos e perderam.[65]
- Jamaal Charles, do Kansas City Chiefs, se tornou o primeiro running back na história da liga a marcar quatro touchdown de recepção em um jogo. Nenhum outro jogador, independente da posição que joga, marcou quatro TDs de recepção e um corrida em um mesmo jogo.[65]
- Com a vitória do Seattle Seahawks sobre o New York Giants, Russell Wilson venceu o 23º jogo de sua carreira. Este número de vitórias é o melhor retrospecto por um quarterback em suas primeiras duas temporadas na era Super Bowl. O recorde anterior (de 22) pertencia a Ben Roethlisberger.[65]
- Tony Gonzalez se tornou o primeiro tight end na história da NFL a ter 15 000 jardas de recepção na carreira. Ele se tornou o quinto jogador na história da liga a alcançar esta marca. Em termos de números absolutos na carreira para o recebedor, ele está abaixo apenas de Jerry Rice.[65]
- Nesta rodada, Calvin Johnson alcançou a marca de 5 094 jardas recebidas desde 2011. Ele se tornou o primeiro jogador na história da NFL a conseguir acumular 5 000 jardas recebidas em um período de três anos.[66]

### Semana 16
- Nesta rodada, Peyton Manning quebrou o recorde de Tom Brady de maior quantidade de passes para touchdown em uma única temporada (51).[67] Com suas 5 211 jardas aéreas, Manning também se tornou o jogador na história da NFL a acumular 5 000 jardas e ainda ter 50 touchdowns em uma única temporada.[68]
- Andre Johnson, do Houston Texans, conseguiu mais de 100 recepções em cinco temporadas seguidas, empatando o recorde por Wes Welker.[69]

### Semana 17
- Andrew Luck, do Indianapolis Colts, superou a marca de Cam Newton de maior quantidade de jardas aéreas lançadas por um quarterback nos seus dois primeiros anos na liga. Ele terminou o ano com 8 196 jardas.[70]
- No jogo contra os Raiders, o Denver Broncos estabeleceu um novo recorde na NFL de maior quantidade de pontos em uma temporada (606), se tornando também o primeiro time na história da liga a ultrapassar a marca de 600 pontos anotados em um ano. Além disso, Peyton Manning terminou o ano com a maior quantidade de jarda (5 477) e touchdowns (55) lançados por um QB na história da National Football League.[71]

### Wild Card
- A vitória do Indianapolis Colts marcou a primeira vez na história um time conseguiu reverter uma desvantagem de 28 pontos sem precisar da prorrogação na pós-temporada. O placar de 45 a 44 marcou também a menor diferença de pontos em um jogo de playoffs com o placar mais alto.[72]
- Foi a segunda vez na história da NFL que três de quatro jogos dos playoffs em um mesmo final de semana terminam com uma margem de três ou menos pontos de diferença.[73]

### Playoffs de Divisão
- Tom Brady estabeleceu um novo recorde da NFL para um quarterback iniciando 25 jogos consecutivos como titular nos playoffs, superando a marca de Brett Favre.[74]
- Jim Harbaugh, no comando do San Francisco 49ers, se tornou o primeiro treinador na história da liga a levar um time a final de conferência em todos os primeiros três anos no cargo.[75]
- LeGarrette Blount se tornou o primeiro jogador na história da NFL a correr para pelo menos 125 jardas e marcar 4 touchdowns em um jogo de pós -temporada.[76]

### Finais de Conferência
- Com a vitória do Denver Broncos por 26 a 16 sobre o New England Patriots, John Fox se tornou o sexto treinador na história da NFL a liderar duas franquias diferentes ao Super Bowl. Ele já tinha ido a final uma vez, com o Carolina Panthers em 2004.[77]

### Super Bowl
- A vitória do Seattle Seahawks sobre o Denver Broncos por 43 a 8 foi a primeira da franquia na história do Super Bowl. Esta também foi a quinta derrota dos Broncos em Super Bowl, um recorde histórico na NFL.[78]
- Peyton Manning se juntou a Craig Morton como os únicos QBs a perderem um Super Bowl com dois times diferentes. John Fox também se juntou a Don Shula, Dan Reeves e Mike Holmgren como os treinadores que perderam a final por dois times diferentes.[78]
- Demaryius Thomas conseguiu quebrar o recorde de maior quantidade de recepções (13) em um Super Bowl.[78]

## Prêmios

### Jogador da Semana/Mês
| Semana/ Mês | Ataque Jogador do Semana/Mês  | Ataque Jogador do Semana/Mês | Defesa Jogador do Semana/Mês          | Defesa Jogador do Semana/Mês | Especialistas Jogador do Semana/Mês | Especialistas Jogador do Semana/Mês |
| Semana/ Mês | AFC                           | NFC                          | AFC                                   | NFC                          | AFC                                 | NFC                                 |
| ----------- | ----------------------------- | ---------------------------- | ------------------------------------- | ---------------------------- | ----------------------------------- | ----------------------------------- |
| 1           | Peyton Manning (Broncos)      | Anquan Boldin (49ers)        | Justin Houston (Chiefs)               | Robert Quinn (Rams)          | Nick Folk (Jets)                    | Dwayne Harris (Cowboys)             |
| 2           | Philip Rivers (Chargers)      | Aaron Rodgers (Packers)      | Mario Williams (Bills)                | Richard Sherman (Seahawks)   | Trindon Holliday (Broncos)          | Devin Hester (Bears)                |
| 3           | Peyton Manning (Broncos)      | Jimmy Graham (Saints)        | Justin Houston (Chiefs)               | Greg Hardy (Panthers)        | Spencer Lanning (Browns)            | Sam Martin (Lions)                  |
| 4           | Philip Rivers (Chargers)      | Drew Brees (Saints)          | Alterraun Verner (Titans)             | Patrick Peterson (Cardinals) | Dexter McCluster (Chiefs)           | Steven Hauschka (Seahawks)          |
| Setembro    | Peyton Manning (Broncos)      | Jimmy Graham (Saints)        | Justin Houston (Chiefs)               | Richard Sherman (Seahawks)   | Trindon Holliday (Broncos)          | Cordarrelle Patterson (Vikings)     |
| 5           | Geno Smith (Jets)             | DeSean Jackson (Eagles)      | Charles Woodson (Raiders)             | Tramaine Brock (49ers)       | Travis Benjamin (Browns)            | Mason Crosby (Packers)              |
| 6           | Andy Dalton (Bengals)         | Nick Foles (Eagles)          | Tamba Hali (Chiefs)                   | Thomas Davis (Panthers)      | Nick Novak (Chargers)               | Dwayne Harris (Cowboys)             |
| 7           | Andrew Luck (Colts)           | Matt Ryan (Falcons)          | Mario Williams (Bills)                | Sean Lee (Cowboys)           | Shaun Suisham (Steelers)            | Andy Lee (49ers)                    |
| 8           | Marvin Jones (Bengals)        | Calvin Johnson (Lions)       | Dominique Rodgers-Cromartie (Broncos) | Terrell Thomas (Giants)      | Ryan Succop (Chiefs)                | Cordarrelle Patterson (Vikings)     |
| Outubro     | Andy Dalton (Bengals)         | Calvin Johnson (Lions)       | Robert Mathis (Colts)                 | Sean Lee (Cowboys)           | Stephen Gostkowski (Patriots)       | Mason Crosby (Packers)              |
| 9           | Jason Campbell (Browns)       | Nick Foles (Eagles)          | Cameron Wake (Dolphins)               | Shea McClellin (Bears)       | Nick Folk (Jets)                    | Golden Tate (Seahawks)              |
| 10          | Demaryius Thomas (Broncos)    | Drew Brees (Saints)          | Paul Posluszny (Jaguars)              | Luke Kuechly (Panthers)      | Justin Tucker (Ravens)              | Tavon Austin (Rams)                 |
| 11          | Ben Roethlisberger (Steelers) | Bobby Rainey (Buccaneers)    | Vontaze Burfict (Bengals)             | Jason Pierre-Paul (Giants)   | Adam Vinatieri (Colts)              | Donnie Jones (Eagles)               |
| 12          | Tom Brady (Patriots)          | Carson Palmer (Cardinals)    | Troy Polamalu (Steelers)              | Lavonte David (Buccaneers)   | Justin Tucker (Ravens)              | Blair Walsh (Vikings)               |
| Novembro    | Ben Roethlisberger (Steelers) | Nick Foles (Eagles)          | Chandler Jones (Patriots)             | Thomas Davis (Panthers)      | Justin Tucker (Ravens)              | Tavon Austin (Rams)                 |
| 13          | Eric Decker (Broncos)         | Russell Wilson (Seahawks)    | Olivier Vernon (Dolphins)             | Justin Tuck (Giants)         | Kevin Huber (Bengals)               | Donnie Jones (Eagles)               |
| 14          | Andy Dalton (Bengals)         | Josh McCown (Bears)          | Tamba Hali (Chiefs)                   | John Abraham (Cardinals)     | Matt Prater (Broncos)               | Phil Dawson (49ers)                 |
| 15          | Jamaal Charles (Chiefs)       | Eddie Lacy (Packers)         | Michael Thomas (Dolphins)             | Richard Sherman (Seahawks)   | Justin Tucker (Ravens)              | Jay Feely (Cardinals)               |
| 16          | Peyton Manning (Broncos)      | LeSean McCoy (Eagles)        | Jerrell Freeman (Colts)               | Luke Kuechly (Panthers)      | Nick Novak (Chargers)               | Josh Brown (Giants)                 |
| 17          | LeGarrette Blount (Patriots)  | Drew Brees (Saints)          | Dee Milliner (Jets)                   | Greg Hardy (Panthers)        | Adam Vinatieri (Colts)              | Phil Dawson (49ers)                 |
| Dezembro    | Peyton Manning (Broncos)      | LeSean McCoy (Eagles)        | Robert Mathis (Colts)                 | NaVorro Bowman (49ers)       | Dexter McCluster (Chiefs)           | Brad Nortman (Panthers)             |

| Semana | FedEx Air Jogador da Semana (Quarterbacks) | FedEx Ground Jogador da Semana (Running Backs) | Pepsi Next Novato da Semana  |
| ------ | ------------------------------------------ | ---------------------------------------------- | ---------------------------- |
| 1      | Peyton Manning (Broncos)                   | LeSean McCoy (Eagles)                          | PK Caleb Sturgis (Dolphins)  |
| 2      | Aaron Rodgers (Packers)                    | James Starks (Packers)                         | QB EJ Manuel (Bills)         |
| 3      | Peyton Manning (Broncos)                   | DeMarco Murray (Cowboys)                       | RB Giovani Bernard (Bengals) |
| 4      | Drew Brees (Saints)                        | Adrian Peterson (Vikings)                      | LB Kiko Alonso (Bills)       |
| 5      | Tony Romo (Cowboys)                        | Jamaal Charles (Chiefs)                        | QB Geno Smith (Jets)         |
| 6      | Nick Foles (Eagles)                        | Eddie Lacy (Packers)                           | WR Keenan Allen (Chargers)   |
| 7      | Matt Ryan (Falcons)                        | Chris Ivory (Jets)                             | OT D. J. Fluker (Chargers)   |
| 8      | Drew Brees (Saints)                        | Andre Ellington (Cardinals)                    | LB Sio Moore (Raiders)       |
| 9      | Nick Foles (Eagles)                        | Chris Johnson (Titans)                         | RB Eddie Lacy (Packers)      |
| 10     | Drew Brees (Saints)                        | Mark Ingram (Saints)                           | WR Tavon Austin (Rams)       |
| 11     | Ben Roethlisberger (Steelers)              | Bobby Rainey (Buccaneers)                      | QB Matt McGloin (Raiders)    |
| 12     | Philip Rivers (Chargers)                   | Adrian Peterson (Vikings)                      | WR Keenan Allen (Chargers)   |
| 13     | Peyton Manning (Broncos)                   | Adrian Peterson (Vikings)                      | TE Zach Ertz (Eagles)        |
| 14     | Drew Brees (Saints)                        | LeSean McCoy (Eagles)                          | WR Marlon Brown (Ravens)     |
| 15     | Matt Cassel (Vikings)                      | Eddie Lacy (Packers)                           | WR Keenan Allen (Chargers)   |
| 16     | Peyton Manning (Broncos)                   | LeSean McCoy (Eagles)                          | RB Le'Veon Bell (Steelers)   |
| 17     | Drew Brees (Saints)                        | LeGarrette Blount (Patriots)                   | WR Keenan Allen (Chargers)   |

| Mês      | Novato do Mês                   | Novato do Mês              |
| Mês      | Ataque                          | Defesa                     |
| -------- | ------------------------------- | -------------------------- |
| Setembro | DeAndre Hopkins (Texans)        | Kiko Alonso (Bills)        |
| Outubro  | Eddie Lacy (Packers)            | Tyrann Mathieu (Cardinals) |
| Novembro | Mike Glennon (Buccaneers)       | Sheldon Richardson (Jets)  |
| Dezembro | Cordarrelle Patterson (Vikings) | Dee Milliner (Jets)        |

### Prêmios da temporada
| Prêmio                                 | Vencedor           | Posição       | Time               |
| -------------------------------------- | ------------------ | ------------- | ------------------ |
| Melhor Jogador da Temporada            | Peyton Manning     | Quarterback   | Denver Broncos     |
| Melhor Jogador de Ataque do Ano        | Peyton Manning     | Quarterback   | Denver Broncos     |
| Melhor Jogador de Defesa do Ano        | Luke Kuechly       | Linebacker    | Carolina Panthers  |
| Treinador do Ano                       | Ron Rivera         | Treinador     | Carolina Panthers  |
| Melhor Jogador Novato de Ataque do Ano | Eddie Lacy         | Running back  | Green Bay Packers  |
| Melhor Jogador Novato de Defesa do Ano | Sheldon Richardson | Defensive end | New York Jets      |
| Comeback Player of the Year            | Philip Rivers      | Quarterback   | San Diego Chargers |
| Pepsi Novato do Ano                    | Keenan Allen       | Wide receiver | San Diego Chargers |
| MVP do Super Bowl                      | Malcolm Smith      | Linebacker    | Seattle Seahawks   |